# Paul A. Marshall
Paul A. Marshall (* 5. September 1948 in Liverpool) ist ein englischer Politologe.

## Leben
Er erwarb 1969 an der Victoria University of Manchester den B.Sc., 1972 an der University of Western Ontario den M.Sc., 1980 am Institute for Christian Studies, Toronto den MPhil und an der York University den M.A. und 1979 den PhD. Er ist Forschungsprofessor am Department of Political Science der Baylor University sowie am Jerry and Susie Wilson Chair in Religious Freedom am Institute for Studies of Religion (ISR).

## Schriften (Auswahl)
- Thine is the kingdom. A biblical perspective on the nature of government and politics today. Basingstoke 1984, ISBN 0-551-01139-4.
- A Calvinist political theory. Potchefstroom 1991, ISBN 1-86822-079-6.
- Their blood cries out. The worldwide tragedy of modern Christians who are dying for their faith. Dallas 1997, ISBN 0-8499-1418-3.
- mit Nina Shea: Silenced. How apostasy and blasphemy codes are choking freedom worldwide. Oxford 2011, ISBN 978-0-19-981226-4.